# Baes Gansendonck
Baes Gansendonck is een roman van Hendrik Conscience, gepubliceerd in 1850. Het verhaal beschrijft het relaas van een rijke herbergier uit de Kempen die door zijn eigen hoogmoed en arrogantie ten onder gaat. 

## Geschiedenis
Conscience is vooral bekend vanwege zijn historische romans, zoals De Leeuw van Vlaenderen en Jacob van Artevelde. Maar daarnaast heeft Conscience ook dorpsverhalen en zedenromans geschreven zoals Baes Gansendonck. Conscience wordt beschouwd als de man die zijn volk leerde lezen.

## Synopsis
Baas Gansendonck is een rijke, ongeletterde man van lage komaf die zich is gaan inbeelden dat hij een belangrijk man is. De bewoners van het dorp hebben een grote afkeer van hem en schelden hem uit voor Blaaskaak. Baas Gansendonck is herbergier, weduwnaar en heeft een dochter, Lisa, van achttien of negentien jaar. Lisa, of Liesken, zoals ze door iedereen genoemd wordt, is een heel knap meisje, maar heeft een zwakke gezondheid. Van jongs af aan was Liesken voorbestemd om met de zoon van de brouwer, Karel, te trouwen. Karel is een vrolijke kerel die door iedereen sympathiek gevonden wordt. Maar sinds hij heel wat geld geërfd heeft, vindt Baas Gansendonck dat zijn dochter misschien wel met een baron zou moeten trouwen. 
Baas Gansendonck heeft ook een knecht, Kobe, die zijn baas altijd naar de mond praat, maar hem op gepaste momenten sterk weet te beïnvloeden. Toen ze eens samen op wandel waren, betrapte Baas Gansendonck een arme vrouw die in zijn bossen hout aan het sprokkelen was. Ze ontsnapt alleen aan de woede van de Baas door het volgen van Kobes raad, die haar in het geheim toefluistert dat zij Baas Gansendonck als "Mijnheer" moet aanspreken.
Wanneer Baas Gansendonck de baron en zijn vriend uitnodigt in zijn herberg Sint-Sebastiaan, ontmoeten beide heren de dochter van Baas Gansendonck. Liesken wordt door beide heren op een formele manier het hof gemaakt. Baas Gansendonck denkt meteen dat zijn wens om zijn dochter met een baron te laten trouwen in vervulling komt, terwijl Karel denkt dat hij zijn verloofde kwijt is, hoewel Liesken er geen twijfel over laat bestaan dat ze met niemand anders dan Karel wil trouwen. Het komt tot een schermutseling tussen Baas Gansendonck en Karel, waarna Karel uit de herberg gezet wordt en de mededeling krijgt dat hij niet meer welkom is.
Een tijdje later krijgt Baas Gansendonck van de baron een uitnodiging voor hem en zijn dochter. Liesken wordt gedwongen om mee te gaan. Op weg naar het kasteel komen ze Karel tegen en Liesken schreeuwt haar liefde voor Karel uit. Karel gaat Liesken en Baas Gansendonck achterna en dringt de kasteeltuin binnen. Hij verschuilt zich in het kreupelbos en luistert de gesprekken af. Baas Gansendonck wordt subtiel bespot, terwijl Liesken met gevlei overstelpt wordt. Karel is niet vertrouwd met de holle zinnen van de bourgeoisie en interpreteert elk woord letterlijk. Hij vreest meteen het ergste en wanneer de baron met Liesken een wandeling gaat maken door het kasteelpark, slaat Karel de baron neer.
De jongeman vlucht weg, maar wordt door de politie opgepakt en krijgt enkele maanden gevangenisstraf opgelegd. Kobe wijst Baas Gansendonck erop dat er een schandaal dreigt, omdat Baas Gansendonck in hoogsteigen persoon een verloofd koppel uit elkaar gerukt heeft en onrechtstreeks de verloofde van zijn dochter in de gevangenis heeft laten belanden. Baas Gansendonck hoopt het tij te keren door Liesken aan de baron als vrouw aan te bieden. De baron valt echter compleet uit de lucht en zegt dat alles voor hem maar een spel was. Vervolgens laat de baron Baas Gansendonck door zijn huispersoneel buitengooien.
Liesken, die altijd al een zwakke gezondheid heeft gehad, kan de veroordeling van Karel niet verwerken en wordt zwaar ziek.
Uiteindelijk sterft Liesken aan tuberculose en net wanneer Karel de gevangenis verlaat, ziet hij Lieskens lijkstoet passeren. Hij ziet plots de baron achter het raam in een herberg zitten. Overmand door woede en verdriet neemt Karel een mes en stormt de herberg in. Hij struikelt echter over de drempel en wanneer hij weer rechtop geholpen wordt, is hij krankzinnig geworden. Baas Gansendonck, die eens zo hoogmoedig was, sterft niet veel later als een eenzaam man.
Het verhaal eindigt met de zin: "Hoogmoed is de bron van alle kwaad".

## Verfilmingen
De roman is tweemaal verfilmd voor de bioscoop. De eerste keer was als stomme film in 1929 door Germain Baert. Daarna kwam er in 1945 een nieuwe verfilming van Gaston Ariën. In deze versie (Baas Gansendonck) werd het melodramatische slot wel vervangen door een happy end.

## Trivia
- In het Suske en Wiskealbum De gouden ganzeveer, dat zich tijdens Hendrik Conscience' tijd afspeelt, gedraagt Lambik zich als Baes Ganzendonck.